# Amiri Baraka

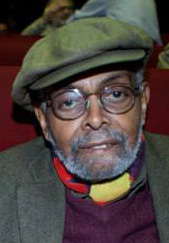
Amiri Baraka in 2013

Amiri Baraka, geboren als Everett LeRoi Jones, (Newark (New Jersey), 7 oktober 1934 – aldaar, 9 januari 2014) was een Amerikaans schrijver en dichter.

## Biografie
Baraka studeerde filosofie en godsdienstwetenschappen. Na zijn legerdienst kwam hij in Greenwich Village terecht, waar hij kennis maakte met Jack Kerouac en Allen Ginsberg. Zo ging hij deel uitmaken van de Beat Generation. In 1961 was hij mede verantwoordelijk voor het oprichten van het "New York Poets Theatre". In 1958 huwde Baraka met schrijfster Hettie Jones, waarmee hij 2 kinderen had. Na de dood van Malcolm X in 1965 scheidde hij van haar en verhuisde naar Harlem, waar hij deel ging uitmaken van de zwarte culturele nationalisten.
In 1966 huwde Baraka met schrijfster Sylvia Robinson. Hij zou ook in films verschijnen zoals in "Bulworth" en was gastprofessor aan verschillende universiteiten.

## Werk
Amiri Baraka schreef gedichten, essays, toneelwerk en jazz-opera's. Tot zijn bekendste werken behoren het toneelstuk Dutchman en het non-fictiewerk Blues people. Zijn werk was een inspiratiebron voor de Afro-Amerikaanse kunstenaar Faith Ringgold.
- Bibsys: 90088971
- Biblioteca Nacional de España: XX1721300
- Bibliothèque nationale de France: cb11886639g (data)
- Catàleg d'autoritats de noms i títols de Catalunya: 981058516271506706
- CiNii: DA02770778
- Digitale Bibliotheek voor de Nederlandse Letteren: bara004
- Gemeinsame Normdatei: 11863996X
- International Standard Name Identifier: 0000 0004 4646 0520
- Library of Congress Control Number: n79108930
- Nationale Bibliotheek van Letland: 000313380
- MusicBrainz: 9d086278-c073-41d2-935f-1bd800a37170
- Bibliotheek van het Japanse parlement: 00444880
- Nationale Bibliotheek van Tsjechië: ola2002151543
- Nationale bibliotheek van Australië: 35753174
- Nationale Bibliotheek van Israël: 987007274978905171
- Nationale Bibliotheek van Polen: a0000001826445
- Nationale en Universitaire bibliotheek Zagreb: 000054293
- Nederlandse Thesaurus van Auteursnamen: 070594481
- Réseau des bibliothèques de Suisse occidentale: 02-A000095389
- Istituto Centrale per il Catalogo Unico: RAVV028145
- LIBRIS: 176973
- SNAC: w6d901fw
- Système universitaire de documentation: 154729000
- Trove: 1071854
- Virtual International Authority File: 39371896
- WorldCat: E39PBJjHhYTKgk4dW4bTfPmyBP